# 2018년 동계 올림픽 칠레 선수단
2018년 동계 올림픽 칠레 선수단은 대한민국 평창에서 개최된 2018년 동계 올림픽의 올림픽 칠레 선수단이다. 이번 대회에서 칠레는 남자 선수 3명, 여자 선수 4명에 총 7명의 선수가 출전하였다.

## 참가 선수
다음은 각 종목별 참가 선수 현황이다.
| 종목         | 남자 | 여자 | 총합 |
| ------------ | ---- | ---- | ---- |
| 알파인스키   | 2    | 1    | 3    |
| 크로스컨트리 | 1    | 1    | 2    |
| 프리스타일   | 0    | 2    | 2    |
| 총합         | 3    | 4    | 7    |

## 알파인 스키
칠레에는 두 명의 선수가 배정됐으며, 남녀 선수 각 한명씩이다. 이후 반납된 쿼터 한 명분이 다시 칠레에게 부여되면서 총 세 명의 선수가 출전할 수 있게 되었다.
| 선수            | 세부 종목       | 1차 시기 | 1차 시기 | 2차 시기 | 2차 시기 | 합계    | 합계      |
| 선수            | 세부 종목       | 기록     | 순위     | 기록     | 순위     | 기록    | 최종 순위 |
| 카이 오르위츠   | 남자 대회전     | 1:14.88  | 47       | DNF      | DNF      | DNF     | DNF       |
| 카이 오르위츠   | 남자 회전       | DNF      | DNF      | DNF      | DNF      | DNF     | DNF       |
| 헨리크 본 아펜  | 남자 복합       | 1:21.16  | 22       | DNS      | DNS      | DNF     | DNF       |
| 헨리크 본 아펜  | 남자 활강       | 빈칸     | 빈칸     | 빈칸     | 빈칸     | 1:44.02 | 34        |
| 헨리크 본 아펜  | 남자 슈퍼대회전 | 빈칸     | 빈칸     | 빈칸     | 빈칸     | 1:27.57 | 30        |
| 노엘레 바라오나 | 여자 복합       | DNF      | DNF      | DNF      | DNF      | DNF     | DNF       |
| 노엘레 바라오나 | 여자 활강       | 빈칸     | 빈칸     | 빈칸     | 빈칸     | 1:44.24 | 25        |
| 노엘레 바라오나 | 여자 대회전     | DNF      | DNF      | DNF      | DNF      | DNF     | DNF       |
| 노엘레 바라오나 | 여자 슈퍼대회전 | 빈칸     | 빈칸     | 빈칸     | 빈칸     | 1:27.16 | 39        |

## 크로스컨트리 스키
칠레에는 총 두 명의 선수가 배정됐으며, 남녀 선수 각 한명씩이다. 선수명단은 아직 미정이다.
거리경주
| 선수                     | 종목           | 결선    | 결선     | 결선 |
| 선수                     | 종목           | 시간    | 격차     | 순위 |
| ------------------------ | -------------- | ------- | -------- | ---- |
| 요나탄 헤수스 페르난데스 | 남자 15km 프리 | 42:49.9 | +9:06.0  | 102  |
| 클라우디아 살세도        | 여자 10km 프리 | 37:19.2 | +12:18.7 | 90   |

## 프리스타일 스키
슬로프스타일 종목에 1명분 출전권을 부여받았으며 나중에 스키크로스 종목에도 잔여 출전권을 재할당받았다.
스키크로스
| 선수              | 종목        | 예선    | 예선 | 16강    | 8강       | 준결승    | 결승      | 결승      |
| 선수              | 종목        | 시간    | 순위 | 조 순위 | 조 순위   | 조 순위   | 조 순위   | 순위      |
| ----------------- | ----------- | ------- | ---- | ------- | --------- | --------- | --------- | --------- |
| 스테파니 조프로이 | 여자 크로스 | 1:16.70 | 18   | 3       | 진출 실패 | 진출 실패 | 진출 실패 | 진출 실패 |

슬로프스타일
| 선수            | 종목              | 예선  | 예선  | 예선     | 예선 | 결승      | 결승      | 결승      | 결승      | 결승      |
| 선수            | 종목              | 1차   | 2차   | 최고기록 | 순위 | 1차       | 2차       | 3차       | 최고기록  | 순위      |
| --------------- | ----------------- | ----- | ----- | -------- | ---- | --------- | --------- | --------- | --------- | --------- |
| 도미니케 오아코 | 여자 슬로프스타일 | 16.00 | 38.60 | 38.60    | 20   | 출전 실패 | 출전 실패 | 출전 실패 | 출전 실패 | 출전 실패 |